# EA Sports FC Mobile
EA Sports FC Mobile — условно-бесплатная игра серии EA Sports FC (ранее FIFA) в жанре футбольного симулятора для Android и iOS. Впервые появилась в 2016 году. До 2023 года называлась FIFA Mobile.

## Игровой процесс
Основной задачей игрока является создание своей команды с высоким общим рейтингом, как в режиме Ultimate Team в играх EA Sports FC. В мобильной версии присутствуют все клубы, которые есть в основной версии симулятора, EA Sports FC 24.
Доступны режимы игры против ИИ (Турнир Лиги чемпионов и Евро-2024) и других игроков (Division Rivals, испытания). Режим карьеры отсутствует.

## Разработка и анонс
EA Sports FC Mobile анонсирована 16 августа 2016 года на игровой выставке Gamescom. 11 октября 2016 года была выпущена на iOS и Android.

### FIFA Mobile 17
23 июня 2016 года компания EA Sports объявила, что в игре впервые будут представлены чемпионат и кубок Японии.

### FIFA Mobile 18
В данной версии игры был режим «Чемпионат мира 2018» в честь чемпионата мира, который проходил в России в 2018 году. Игрок выбирал сложность и сборную, после чего принимал участие в турнире.

### FIFA Mobile 19
Начиная с данной версии игры, Electronic Arts выпускают FIFA Mobile на новом движке с улучшенной графикой. В связи с потерей Electronic Arts лицензии на Российскую премьер-лигу, начиная с этой версии она отсутствует в игре. Присутствуют 3 клуба — «Спартак», ЦСКА и «Локомотив».

### FIFA Mobile 20
В данной версии игры было представлено более 30 профессиональных лиг, более 700 клубов и более 17 000 игроков. Появились Румынская лига, Индийская суперлига, а также клуб ОАЭ «Аль-Айн», которые были добавлены по просьбам пользователей.

### FIFA Mobile 21
Выпущена 2 ноября 2020 года. В новой версии появился режим «Сезоны», в котором пользователь играет своей Ultimate Team в чемпионате какой-либо страны против ИИ.

### FIFA Mobile 22
Версия 22 претерпела большие изменения в графике и игровом процессе. Был изменен внутриигровой рынок. Была добавлена опция «Выносливость». Были добавлены новые клубы: Ференцварош, Хайдук, Рексем и АПОЭЛ. Выпуск игры состоялся 18 января 2022 года. В игре также присутствовали 3 российских клуба — «Спартак», ЦСКА и «Локомотив», но в феврале того же года они были удалены.

### FIFA Mobile 23
В отличие от предыдущих лет, игра не была обновлена до версии FIFA Mobile 23, вместо этого было представлено обновление сезона с соответствующими командами и рейтингами. Таким образом, игроки могли совмещать в своём составе карточки двух сезонов. Также был добавлен режим «Чемпионат мира» в честь чемпионата мира, который прошёл в Катаре в 2022 году.

### FC Mobile 24
Данная версия игры была выпущена 26 сентября 2023 года.
FC Mobile отличается переработанной физикой пасов, ударов, дриблинга и бега. Изменился подход к сборке состава — сыгранность была удалена, а требования к улучшению карточек игроков подверглись серьёзной переработке. Из консольной версии игры были перенесены некоторые нововведения, такие как «мощный удар», «игровые стили» и другие.
В данной версии игры до события «Евро-2024» также присутствовал режим «Лига чемпионов», где игрок выбирал сложность игры, команду и играл турнир.
В 2024 году, перед Чемпионатом Европы по футболу, в игре появился режим турнира «Евро-2024», где игрок, как и в режиме «Лига чемпионов», выбирает сложность, команду и играет турнир.